# Marionina simillima
Marionina simillima är en ringmaskart som beskrevs av Nielsen och Christensen 1959. Marionina simillima ingår i släktet Marionina, och familjen småringmaskar. Arten är reproducerande i Sverige.